# Johann Voldemar Jannsen
Johann Voldemar Jannsen (Vändra, 16 mei 1819 – Tartu, 13 juli 1890; volgens de juliaanse kalender, die in het Keizerrijk Rusland van kracht was: 4 mei 1819–1 juli 1890) was een Estisch journalist, dichter en vertaler. Hij was een belangrijke vertegenwoordiger van de stroming binnen het Keizerrijk Rusland die de emancipatie van het Estische volk en de Estische taal nastreefde. Hij schreef het lied Mu isamaa, mu õnn ja rõõm, dat later het Estische volkslied werd. Zijn oudste dochter was de dichteres Lydia Koidula.

## Levensloop
Jannsen begon als cantor in de kerk van Vändra en werd daar later koster. In maart 1843 trouwde hij met Anette Juliane Emilie Koch (1821-1890). In december van dat jaar werd hun dochter Lydia Emilie Florentine Jannsen geboren, die later bekend zou worden als de dichteres Lydia Koidula. Het paar zou in de komende tien jaar nog een dochter en vier zoons krijgen.
In 1844 werd Jannsen onderwijzer aan de plaatselijke school. In 1850 vertrok het gezin naar Pärnu, waar Jannsen tot 1863 als onderwijzer werkte. Daar begon hij geestelijke liederen te vertalen in het Estisch. Dat resulteerde uiteindelijk in drie bundels met in totaal 1003 geestelijke liederen. In 1860 gaf hij ook een bundel met ‘wereldlijke’ liederen voor koor uit: Eesti Laulik (‘Estisch liedboek’).
Tussen 1857 en 1863 trad Jannsen op als redacteur en publicist voor het Estischtalige weekblad Pärnu Postimees (voluit: Perno Postimees ehk Näddalileht, ‘Koerier en weekblad van Pärnu’). De krant maakte zich sterk voor de Estische taal en cultuur. Bovendien droeg ze bij aan de algemene ontwikkeling van de lezerskring, die vooral uit plattelanders bestond, door nieuws en wetenswaardigheden uit de hele wereld te brengen. In de eerste aflevering van Pärnu Postimees zette Jannsen de toon in een gedicht, dat de Esten niet meer Maarahvas (‘landvolk’), maar Eesti rahvas (‘volk van Estland’) noemde. 
In 1863 verhuisde Jannsen met zijn gezin naar Tartu, waar hij een nieuw weekblad begon: Eesti Postimees. De krant zou in 1891 een dagblad worden en is vandaag de dag de grootste krant van Estland. De krant speelde een belangrijke rol bij de ontwikkeling van een eigen nationaal bewustzijn bij de Esten, maar probeerde wel steeds de Baltische Duitsers te vriend te houden. Toen Jannsen geld ging aannemen van Baltisch-Duitse organisaties, leidde dat tot veel wrijvingen binnen de nationalistische beweging.
In 1865 zette Jannsen samen met zijn dochter Lydia het Vanemuinegenootschap (Estisch: Vanemuise Selts; vanemuine betekent ‘oudste’) op. Het gezelschap voerde Estische vertalingen van Duitse toneelstukken, en later ook originele Estischtalige stukken op. Lydia Koidula was de eerste die een origineel stuk in het Estisch schreef.
In 1869 werd op initiatief van Jannsen in Tartu het eerste Estische Zangfeest gehouden. De meeste liederen waren in het Duits, de taal van de elite in Estland, maar er werden ook twee Estische liederen van de hand van Lydia Koidula en twee Finse liederen gezongen. Het Estische Zangfeest is vandaag de dag nog steeds een van de belangrijkste culturele manifestaties van Estland.

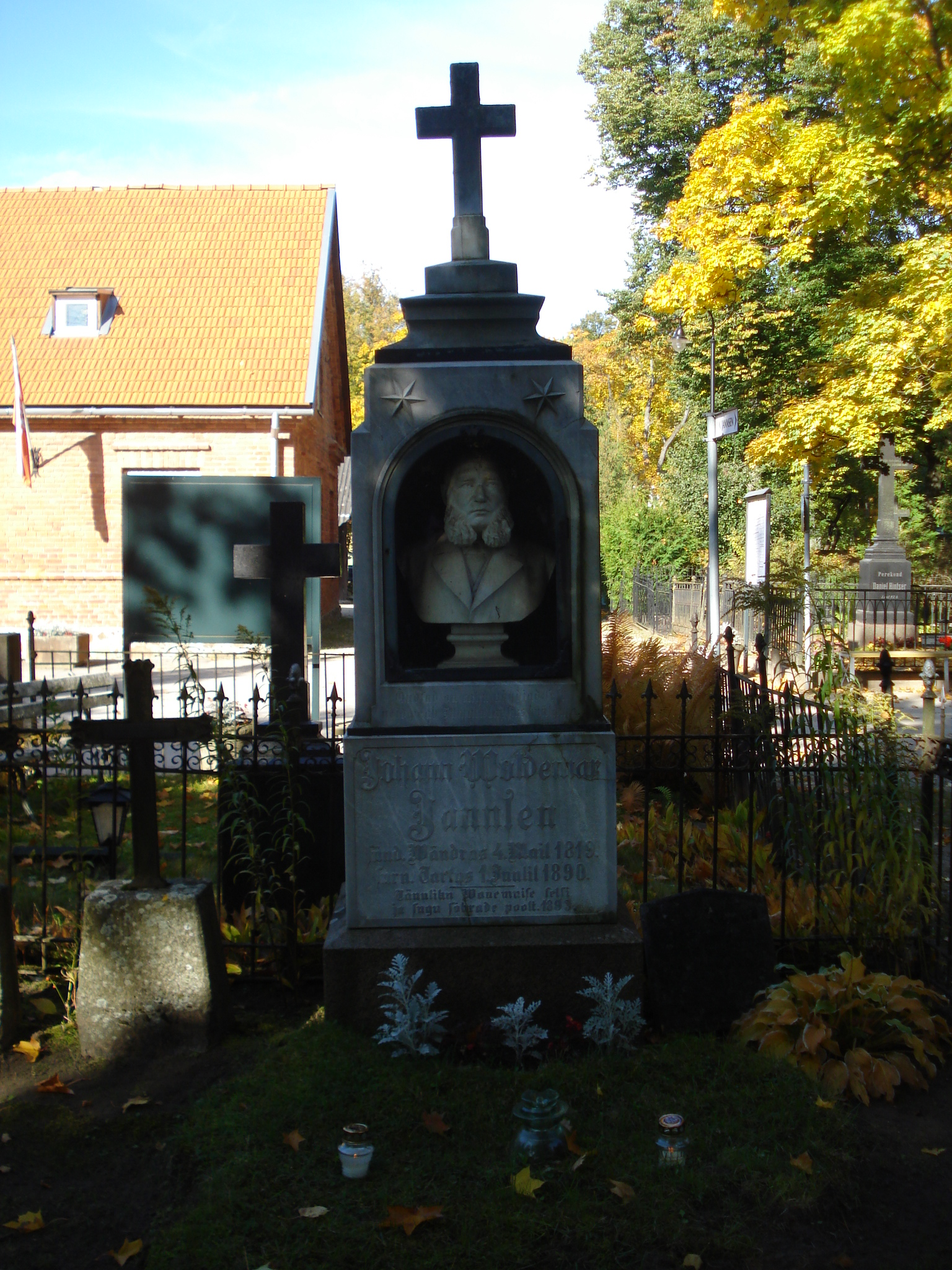
Het graf van Johann Voldemar Jannsen

In 1882 verkocht Jannsen Eesti Postimees aan Karl August Hermann, die zijn koers voortzette. Vanaf dat moment was Jannsen in ruste. Hij overleed in 1890 in Tartu, drie maanden na het overlijden van zijn vrouw. Hij ligt begraven op de Raadi-begraafplaats in Tartu.
Jannsen vertaalde niet alleen, maar schreef ook eigen liederen in het Estisch. Het bekendste is Mu isamaa, mu õnn ja rõõm (‘Mijn vaderland, mijn trots en vreugde’). Hij schreef de tekst op de melodie van het Finse lied Maamme. In deze vorm werd het lied voor het eerst gezongen op het zangfeest van 1869. Maamme werd later het Finse en Mu isamaa, mu õnn ja rõõm het Estische volkslied. De twee volksliederen hebben dus dezelfde melodie.
In 2007 werd in Pärnu een monument voor Jannsen opgericht. In dezelfde stad is het vroegere woonhuis van Jannsen ingericht als Lydia Koidula Museum. Het geeft een overzicht van het leven en het werk van Johann Voldemar Jannsen en zijn dochter.